# جويل مولر
جويل مولر (بالفرنسية: Joël Muller)‏ (2 يناير 1952 في دونتشيري) لاعب كرة قدم فرنسي معتزل كان يجيد اللعب في خط الدفاع . حاليا يعمل مدير تقني في نادي الدرجة الثانية ميتز الفرنسي .

## روابط خارجية
- جويل مولر على موقع قاعدة بيانات كرة القدم.إي يو (الإنجليزية)
- جويل مولر على موقع Soccerbase.com (مدرب) (الإنجليزية)